# Alfredo Craveiro Leite
Alfredo Craveiro Leite (Recife, Pernambuco, 1915 – Recife, Pernambuco, 1973) foi jornalista, poeta e advogado brasileiro. Filho de Francisco Assis Leite e Adélia Craveiro Costa Leite, obteve reconhecimento como promotor público em Alagoa do Monteiro, hoje Monteiro, Paraíba. Publicou em 1956 o livro de poemas O Relógio, pela Editora Região, e deixou um livro inédito de poesia: Os Silêncios. Como jornalista utilizava-se do pseudônimo de Aladin para articular alguns pensamentos e matérias do cotidiano da época. É pai do escritor Paulo Fernando Craveiro.